# Kriegspressequartier (Cuartel Imperial y Real de Prensa de Guerra)

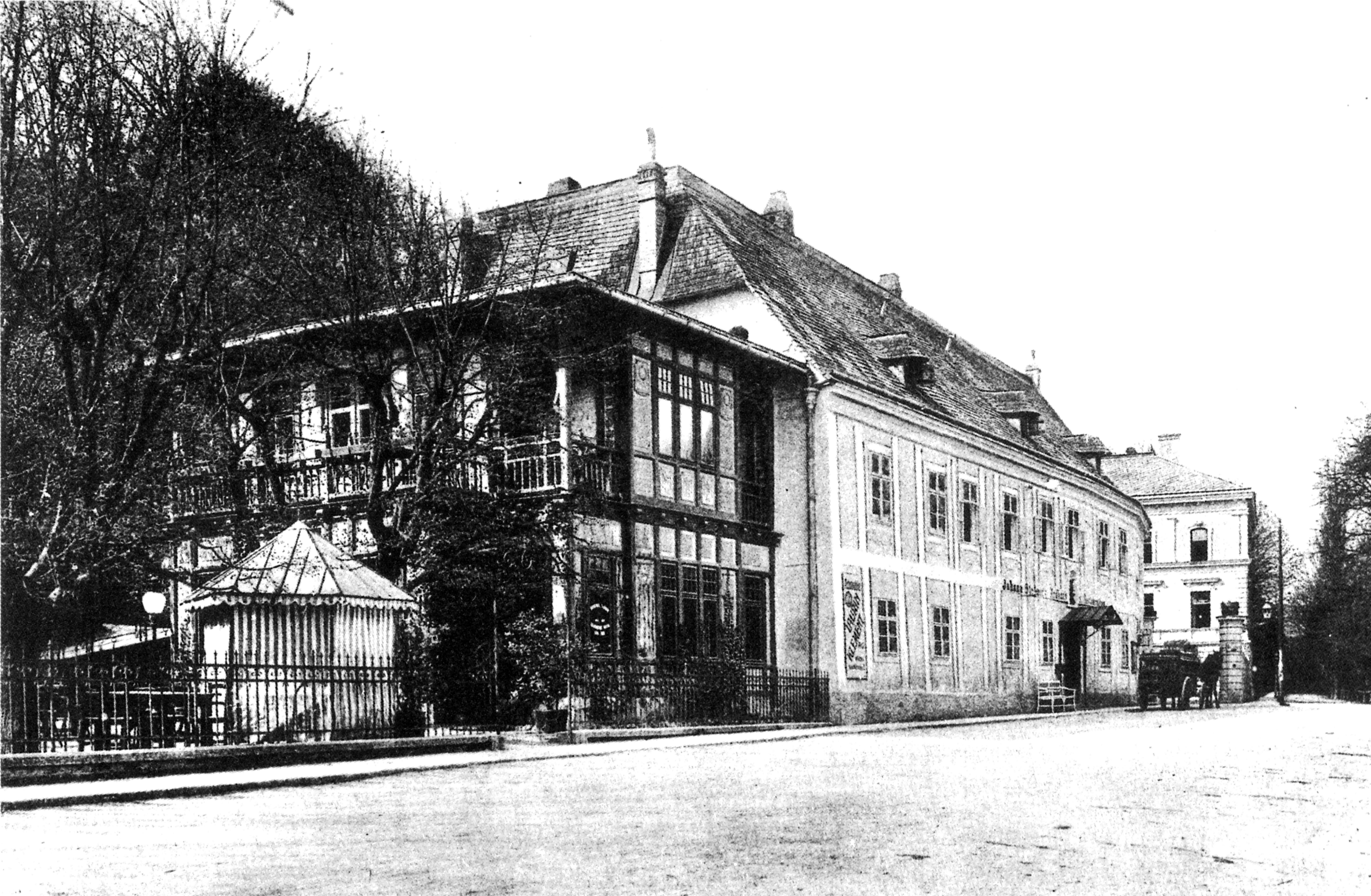
Sede del Cuartel Imperial y Real de Prensa de Guerra en el Stelzer Inn en Rodaun, cerca de Viena (foto de 1900 aprox.)

El Cuartel Imperial y Real de Prensa de Guerra (en alemán kaiserlich und königliche Kriegspressequartier) se fundó al comienzo de la Primera Guerra Mundial, el 28 de julio de 1914, como un departamento del Alto Mando del Ejército Austro-Húngaro. Al comienzo de la guerra, el comandante de dicho Cuartel fue el mayor general (antes coronel) Maximilian Ritter von Hoen. Desde marzo de 1917 hasta el final de la guerra estuvo al mando el coronel del Estado Mayor Wilhelm Eisner-Bubna.
La tarea del Cuartel de Prensa de Guerra era coordinar todas las actividades de información y propaganda de la prensa, incluyendo todos los medios de comunicación disponibles entonces. Un total de 550 artistas y periodistas trabajaron como miembros del Cuartel durante el conflicto armado, incluyendo los 280 pintores de guerra del grupo artístico de dicho Cuartel.

## Concentración de fuerzas
En 1914 se incorporó la Oficina Imperial y Real de Correspondencia Telegráfica (K.u.k. Telegraphen-Korrespondenz-Bureau, hoy APA ).
Para elevar la calidad artística, se contrató un gran número de artistas de renombre. En tal sentido se mencionan, entre otros, los siguientes nombres: Albert Paris Gütersloh, Alfred Kubin, Egon Erwin Kisch, Robert Musil, Leo Perutz, Alice Schalek, Hugo von Hofmannsthal, Roda Roda, Rainer Maria Rilke, Alfred Polgar, Franz Karl Ginzkey, Franz Theodor Csokor, Felix Salten, Stefan Zweig, Ferenc Molnár, Robert Michel y Franz Werfel .
Muchos de ellos eran patriotas convencidos de que se ofrecieron como voluntarios, algunos intentaban evitar el servicio con armas participando en el Cuartel (cuyos empleados estaban exentos) y otros simplemente fueron reclutados por la fuerza.

## Concentración de medios
Poco después de estallar la guerra se vio que para desarrollar unas relaciones públicas efectivas resultaban importantes la fotografía y el cine, así como la producción escrita y las artes visuales.

### Producción escrita
Los informes de prensa para el Cuartel fueron redactados por escritores y periodistas, entre ellos, Alice Schalek, la primera reportera de guerra oficialmente certificada de la historia.

### Grupo artístico del Cuartel de Prensa de Guerra

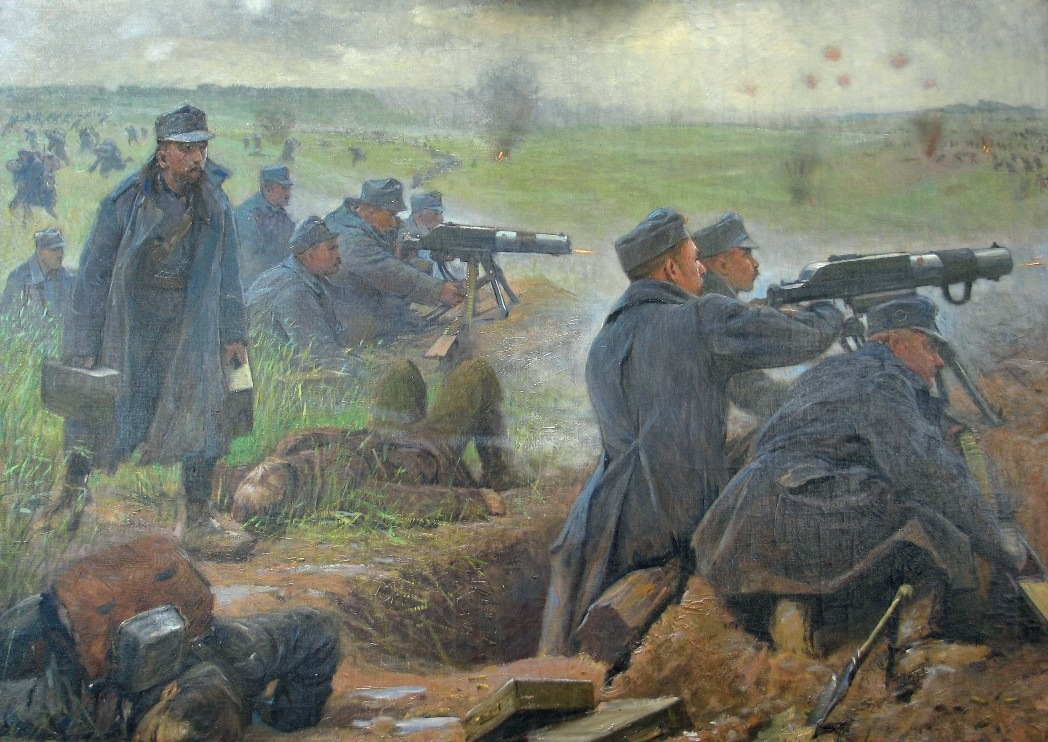
Karl Friedrich Gsur: Batalla defensiva de una unidad de ametralladoras, 1915/16 (HGM).

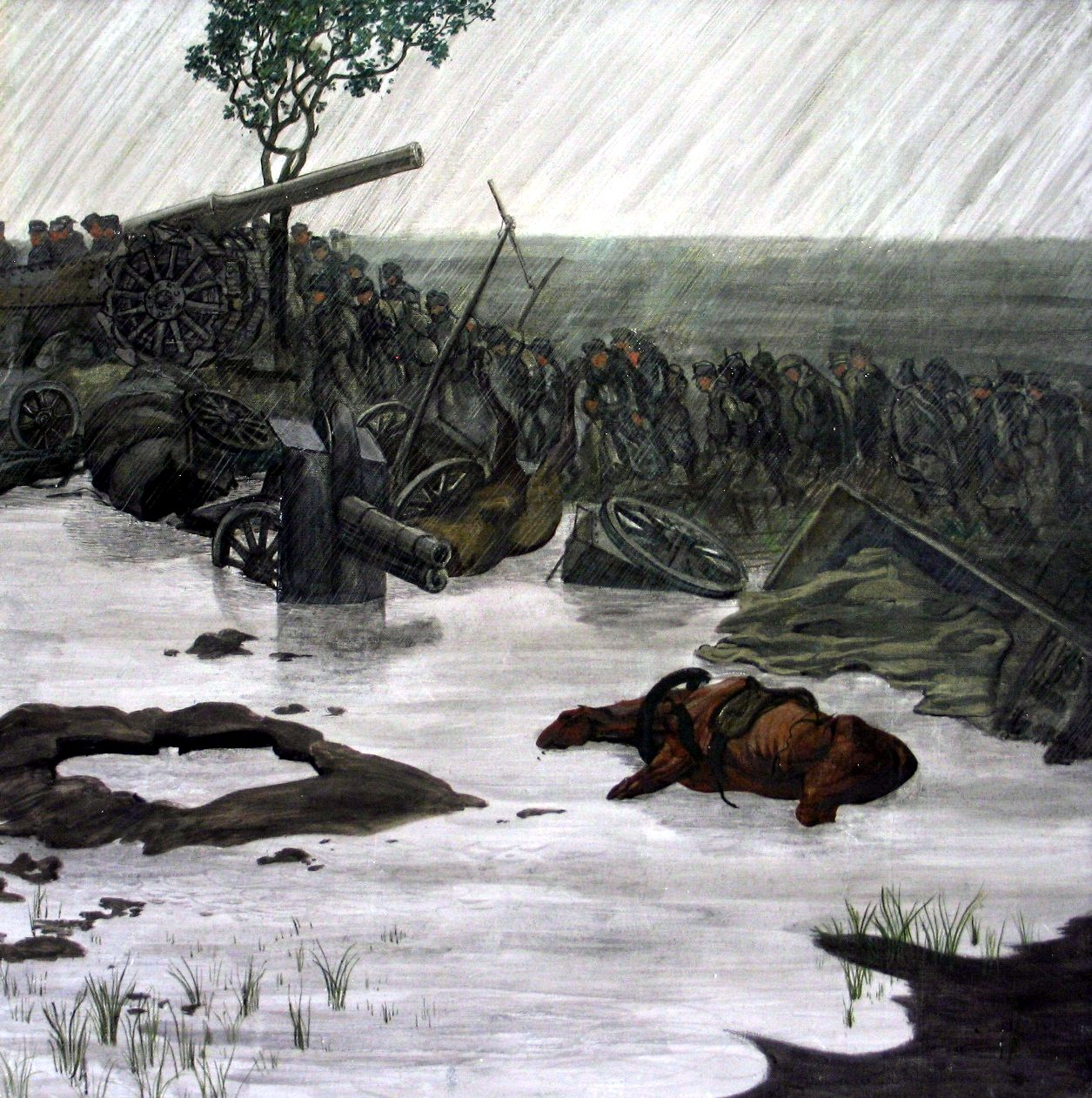
Alfred Basel: Tras el avance en el Tagliamento, 1918 (HGM).

De 1914 a 1916, los miembros del grupo artístico estuvieron bajo la dirección del coronel Wilhelm John, quien desde 1909 también fue director del Museo del Ejército Imperial y Real (hoy: Museo de Historia Militar). De 1916 a 1918 estuvieron bajo el mando del mayor Georg Sobicka. Los pintores y escultores del grupo artístico del Cuartel crearon una enorme cantidad de producciones entre pinturas, acuarelas, dibujos, carteles, postales, ilustraciones y esculturas. Los artistas fueron enviados a diferentes frentes de guerra para que realizaran reportajes artísticos. Su tarea era "producir propaganda eficaz dentro y fuera del país para el presente, a fin de poner bajo la luz adecuada los logros de la Wehrmacht, pero también para el futuro, a fin de obtener el material que necesitan con urgencia la Historia y la subsiguiente glorificación de las hazañas militares, para complementar la tradición escrita".Los artistas, reclutas forzados o bien voluntarios, registraron sus impresiones por lo mayormente en el frente y a veces en la seguridad del interior del país. Se identificaban con brazaletes negros y amarillos con la inscripción Kunst ("Arte") o "Kriegspressequartier" y recibieron las correspondientes identificaciones.
Los artistas debían buscar “motivos interesantes y pictóricos de la vida en tiempos de guerra”. Los mandos pertinentes debían apoyarlos y garantizar que consiguieran algo militarmente "útil". Se pidió a los paisajistas que dibujaran posiciones y campos de batalla. Por otro lado, a los "talentos figurativos" que fueran aptos para convertirse en pintores de batallas había que darles, de ser posible, la oportunidad de observar escenas reales. La asignación en tales casos debía ser preferentemente en la artillería, para evitar que corrieran demasiado riesgo. Se utilizarían retratistas para realizar bocetos en color, a veces a lápiz, de los "líderes superiores, particularmente oficiales y soldados distinguidos". Según el reglamento del Cuartel, los artistas debían entregar un promedio de un boceto por cada semana de asignación en el frente, y un cuadro por cada mes de descanso.
Un gran número de artistas solicitó su admisión en el Kriegspressequartier, tanto hombres altamente calificados como talentos menores, así como algunos que así intentaban evitar el servicio militar con las armas. Sin embargo, los criterios de admisión fueron muy estrictos y se recrudecieron a medida que avanzaba la guerra, ya que ningún hombre, ni siquiera con aptitudes medias, debía ser retirado del frente. Al reclutar también se enfatizó un origen equitativo, por lo que la mitad de los artistas debía provenir de la parte cisleitana del imperio y la otra mitad de la parte transleitana.
Los pintores y escultores reclutados tenían que entregar al mando del Cuartel las obras creadas durante su servicio. A partir de ahí, según sus características, las obras se asignaban al Archivo de Guerra Imperial y Real, al Museo del Ejército Imperial y Real o a autoridades militares superiores, para la decoración permanente de las dependencias oficiales.
En el Kriegspressequartier, y especialmente en su grupo artístico, contrariamente a las costumbres militares de la época, se aceptaban mujeres. La mayor de ellas, Friederike (“Fritzi”) Ulreich (1865-1936), hija de un oficial, que siguió siendo una pintora desconocida, en 1914 viajó al frente sureste, en Belgrado, y pintó las fortificaciones destruidas allí, así como cementerios militares y tumbas individuales. Helene Arnau (1870-1958), hija de un actor de la corte, que en su juventud había estudiado escultura en la Academia de Viena, pintó en el frente de Carintia desde febrero hasta mayo de 1917. La más joven, Stephanie Hollenstein (1886-1944), incluso se disfrazó de hombre para poder presenciar una batalla.
El grupo artístico era responsable del depósito de las obras, que desde la primavera de 1916 se encontraba en la Academia de Bellas Artes de Viena. Allí se depositaron, gestionaron, registraron y enmarcaron las imágenes para las distintas exposiciones. Terminada la guerra, se hicieron 33 exposiciones con más de 9.000 obras tanto en el país como en países neutrales o aliados.Los pintores más famosos del grupo artístico del Cuartel de Prensa de Guerra o de su área de influencia fueron: Oskar Brüch, Albin Egger-Lienz, Anton Faistauer, Anton Kolig, Ferdinand Andri, Alexander Demetrius Goltz, Oskar Laske, Karl Friedrich Gsur, Ludwig Heinrich Jungnickel, Alexander Pock, Victor von Eckhardt, Oskar Kokoschka y Moritz Coschell.La exposición permanente del Museo de Historia Militar de Viena contiene una gran cantidad de pinturas de numerosos artistas de este grupo.

### Fotografía

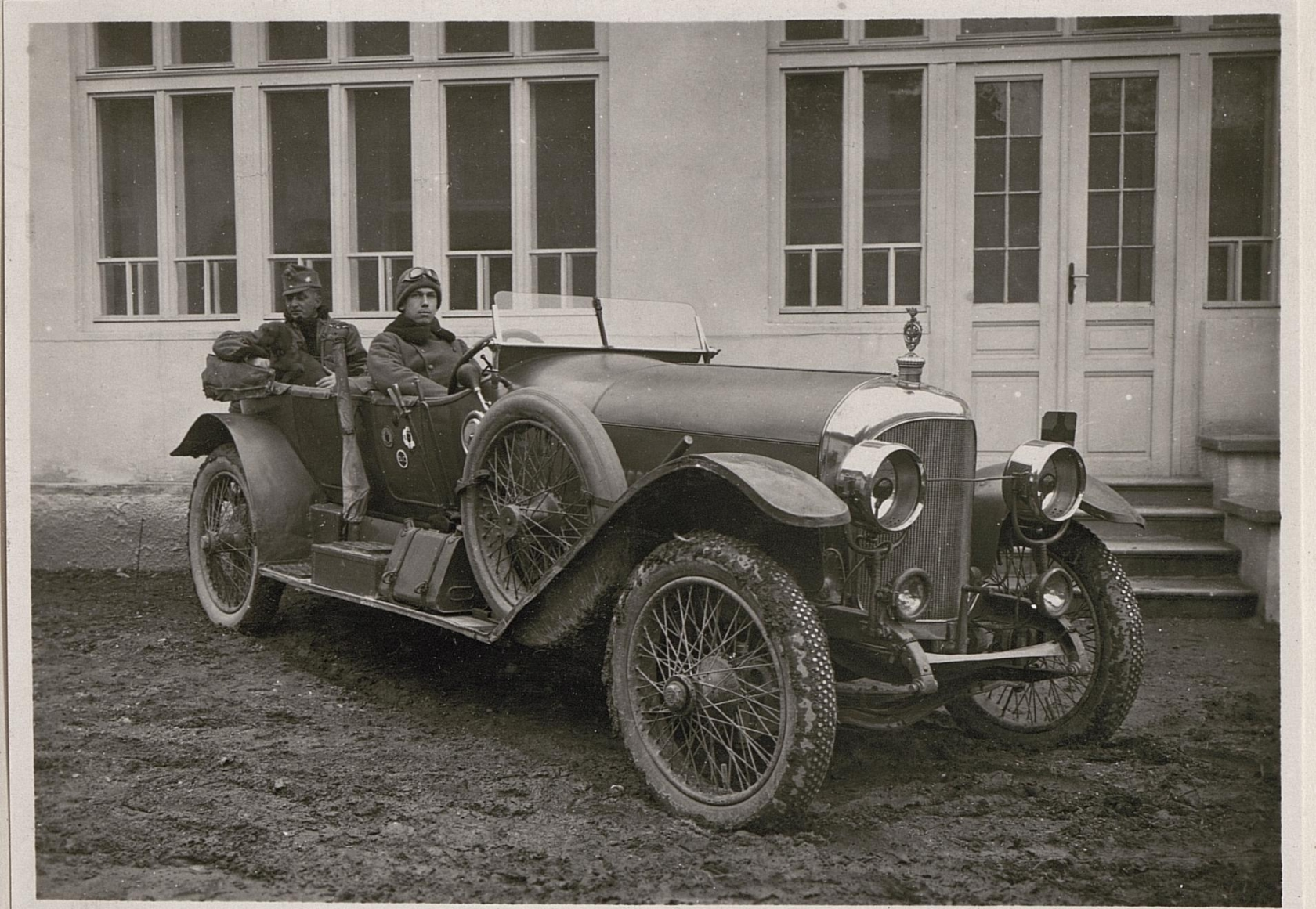
El Archiduque Alberto con el Capitán Conde Thun (Kriegpressequartier 1914-1918)

Más de 33.000 fotografías encargadas por el Cuartel se encuentran actualmente en posesión de la Biblioteca Nacional de Austria. Uno de los fotógrafos empleados por la prensa de guerra fue Hugo Eywo .

### Material fílmico
En 1915, Sascha Kolowrat-Krakowsky, el fundador de la Sascha Film Fabrik, asumió la dirección de la filial cinematográfica del Kriegpressequartier. Esto dio al material fílmico su sentido propagandístico. Kolowrat-Krakowsky logró salvar de la masacre de la guerra a numerosos cineastas asignándolos a la producción cinematográfica.
La producción de películas de guerra y propaganda estuvo inicialmente bajo el control del Kriegsarchiv (Archivo de Guerra) y pasó a la esfera del Cuartel de Prensa de Guerra el 1 de junio de 1917.

## evidencia individual
1. 1 2  Ilse Krumpöck: Anton Faistauers militärische Nichtsnutzigkeit, in: Schriftenreihe zu Anton Faistauer und seiner Zeit. Herausgegeben vom Anton Faistauer Forum, Maishofen, 2007, S. 15.
2. ↑  Österreichisches Staatsarchiv - Kriegsarchiv, Armeeoberkommando, Kriegspressequartier, Präsenzstand der Mitglieder des Kriegspressequartier, 1914/1918
3. ↑  zitiert aus der Vorschrift für die bildliche Berichterstattung im Kriege. Wien, Kriegsarchiv, Armeeoberkommando E. Nr. 4992, Nr. 17.
4. 1 2 3  Adalbert Stifter Verein (Hrsg.): Musen an die Front! Schriftsteller und Künstler im Dienst der k.u.k. Kriegspropaganda 1914–1918. Ausstellungskatalog, München, 2003, Band 2, S. 10.
5. 1 2  Adalbert Stifter Verein (Hrsg.): Musen an die Front! Schriftsteller und Künstler im Dienst der k.u.k. Kriegspropaganda 1914–1918. Ausstellungskatalog, München, 2003, Band 1, S. 64 f.
6. ↑  Vgl. Manfried Rauchensteiner, Manfred Litscher (Hrsg.): Das Heeresgeschichtliche Museum in Wien. Graz, Wien 2000 S. 32.
7. ↑  Sylvia Winkelmeyer: Der österreichische Zeichentrickfilm in der Stummfilmzeit. Diplomarbeit, Universität Wien, 2004, S. 127.

## Enlaces
- Das Kriegspressequartier - KPQ en wladimir-aichelburg.at, consultado el 29 de mayo de 2012
- Kaiserlich-köninglich eingebettet Der Standard, 26 de julio de 2014.
- 100 Jahre erster Weltkrieg » Propaganda, Künslter und KPQ, wk1.staatsarchiv.at, consultado el 1 de febrero de 2024.
- Dokumentation Mit Pinsel und Kamera an der Front (ORF 2), 2014
- Dokumentation Die Macht der Bilder - Lüge und Propaganda im Ersten Weltkrieg (ORF 2), 2014

- Datos: Q1718271
- Multimedia: Kriegspressequartier / Q1718271